# Алибек, Денис
Денис Алибек (рум. Denis Alibec; 5 января 1991, Мангалия, Румыния) — румынский футболист, нападающий клуба «ФКСБ» и сборной Румынии. Участник двух чемпионатов Европы (2016 и 2024).

## Карьера
Родился в семье крымского татарина. Алибек начинал заниматься футболом в родном городе, тренируясь в местной футбольной команде «Каллатис Мангалия». В 2006 году он присоединился к молодёжной команде «Стяуа», а чуть позже стал игроком «Фарула». В составе последнего клуба румынский нападающий в сезоне 2008/09 провёл в чемпионате страны 18 матчей и забил 2 гола. Вскоре молодой игрок привлёк внимание сразу двух зарубежных клубов: итальянского «Интернационале» и английского «Ливерпуля». 2 июля 2009 года стало известно, что клуб из Милана подписал с футболистом контракт до 2013 года. Сумма трансферной сделки составила 500 тыс. евро.
Вместе с первым составом своего нового клуба Алибек участвовал в тренировочных сборах в Абу-Даби, в январе 2010 года присутствовал в заявке на матч с «Сиеной». 19 мая того же года нападающий отметился дублем в матче против «Баварии», который проводился в рамках турнира УЕФА для игроков до 18 лет. 21 ноября 2010 года румын дебютировал в Серии А, выйдя на замену вместо Жонатана Биабиани во втором тайме встречи с «Кьево». 3 декабря игрок из Румынии сыграл свой второй матч в чемпионате Италии, проведя 37 минут в игре с римским «Лацио».
26 августа 2011 года Алибек был отдан в аренду в бельгийский клуб «Мехелен». 11 сентября нападающий провёл свой первый матч в Про Лиге против «Брюгге».

## Достижения
«Интернационале»
- Обладатель Суперкубка Италии: 2010
- Победитель Клубного чемпионат мира: 2010
- Победитель Турнира Вияреджо: 2011

«Астра»
- Чемпион Румынии: 2015/16
- Обладатель Кубка Румынии: 2013/14
- Обладатель Суперкубка Румынии (2): 2014, 2016

«ЧФР Клуж»
- Чемпион Румынии: 2021/22